# The Big Kahuna
The Big Kahuna è un film del 1999 diretto da John Swanbeck e tratto dalla commedia teatrale Hospitality Suite di Roger Rueff, che ne ha curato anche la sceneggiatura. La pellicola vede protagonisti Kevin Spacey, Danny DeVito e Peter Facinelli.

## Trama
Nel Midwest, in una suite di un hotel a Wichita, in Kansas, tre venditori di lubrificanti industriali sono in attesa di incontrare alcuni clienti, tra i quali è stato invitato Dick Fuller, amministratore delegato di una grande azienda, un cliente molto importante per poter concludere un affare che possa risollevare le sorti della società per cui lavorano. I tre sono molto diversi tra loro: Larry è un cinico, dedito all'alcool e alle donne, mentre Phil, accanito fumatore, dopo il divorzio dalla moglie ha perso ogni entusiasmo, anche nel lavoro. I due sono i "vecchi" smaliziati del mestiere, mentre Bob è alle prime armi. I tre attendono parlando tra loro della vita, del lavoro, delle donne e di loro stessi, trasformando la stanza d'albergo in una sorta di palcoscenico teatrale.
I soci più anziani sono alla caccia del grande Kahuna, "il grosso pesce che deve abboccare, l'uomo che rappresenterebbe lui da solo il potenziale più grosso cliente che la loro azienda abbia mai visto e che probabilmente vedrà mai." Al termine della convention i tre credono che Dick Fuller, il compratore decisivo per le loro sorti, non si sia presentato quando, casualmente, si scopre che in effetti era presente anonimamente e aveva parlato con Bob, un ardente credente della fede cristiana, soprattutto di cani. Bob ha inoltre ricevuto dall'uomo un invito a una festa privata, alla quale i due venditori anziani spingono Bob a partecipare in modo da mettere il cliente in contatto con loro.
Quando il giovane Bob torna in albergo si scopre che ha continuato a parlare di religione con il cliente senza accennare agli affari e questo perché per Bob la sua fede sovrasta ogni interesse materiale. Larry, esasperato dopo un'accesa discussione, viene alle mani con Bob e se ne va nella sua camera. Rimangono Bob e Phil, il quale fa capire al giovane come il suo comportamento in nome dei suoi principi religiosi sia stato disonesto nei loro confronti e come abbia tradito la loro fiducia e amicizia. In fondo la sua ansia di proselitismo non è stato che un altro tipo di vendita; per un vero contatto umano ci vogliono soprattutto l'onestà e un genuino interesse per gli altri. La mattina seguente, mentre sta regolando il conto con l'albergo, Larry vede Bob nella hall parlare di nuovo con Fuller. I due venditori si scambiano un sorriso complice.

## Distribuzione
Il film è uscito nelle sale cinematografiche negli Stati Uniti d'America il 28 aprile 2000, mentre in Italia è stato distribuito l'8 settembre dello stesso anno.